# Reona Aoki
Pour les articles homonymes, voir Aoki.
Reona Aoki (青木 玲緒樹 (Aoki Reona)), née le 24 février 1995, est une nageuse japonaise spécialiste de la brasse.

## Jeunesse
Elle est étudiante de l'Université Tōyō.

## Carrière
Reona Aoki fait ses débuts internationaux lors des Championnats asiatiques 2016 à Tokyo où elle remporte le 200 m brasse en 1 min 08 s 39, établissant un nouveau record des championnats.
Aux Mondiaux 2017, elle prend la 17e place des séries du 100 m brasse, à 0.05 de la dernière place qualificative. Quelques semaines plus tard, aux Universiade de Taipei, elle obtient la médaille d'argent sur le 100 m brasse en 1 min 07 s 36 derrière sa compatriote Kanako Watanabe (1 min 06 s 85) ainsi que l'or sur le relais 4 × 100 m 4 nages devant les Américaines et les Italiennes. Sur le 200 m brasse, elle termine 6e de la finale.
Elle remporte la médaille de bronze sur 200 m brasse en 2 min 23 s 33 derrière sa compatriote Kanako Watanabe (2 min 23 s 05) et la Chinoise Yu Jingyao (2 min 23 s 31) lors des Jeux asiatiques de 2018 à Jakarta. La veille, elle est arrivée deuxième du 100 m brasse en nageant sous la barre de l'ancien record des Jeux en 1 min 06 s 45. Elle est cependant battue par sa compatriote Satomi Suzuki de 0.05 et remporte seulement l'argent. Membre du relais 4 × 100 m nage libre japonais, elle remporte avec Rikako Ikee, Natsumi Sakai et Chihiro Igarashi l'or en 3 min 36 s 52. Aux Championnats pan-pacifiques en août, elle monte sur la 3e marche du podium du 100 m brasse derrière l'Américaine Lilly King et l'Australienne Jessica Hansen. Reona Aoki monte sur la même marche du podium sur le 4 x 100 4 nages avec Tomomi Aoki, Ikee et Sakai. La team bat le record national de la distance en 3 min 55 s 03. Participant également au 200 m brasse, elle termine 4e.
Lors de l'Open du Japon le 30 mai 2019, elle se qualifie pour les Mondiaux en réalisant le 4e meilleure performance de l'année (1 min 06 s 44). Aux Championnats du monde, Reona Aoki atteint la 4e place du 100 m brasse, à seulement 0.04 de la troisième, l'Italienne Martina Carraro. Lors des Championnats du Japon en petit bassin en octobre, elle établit un nouveau record national en  29 s 97 et devient la première Japonaise sous les 30 secondes sur cette distance en bassin de 25 m.

## Palmarès
| Année | Compétition                           | Lieu     | Place | Course               | Temps         |
| ----- | ------------------------------------- | -------- | ----- | -------------------- | ------------- |
| 2015  | Universiade                           | Gwangju  | 2e    | 200 m brasse         | 2 min 26 s 17 |
| 2016  | Championnats d'Asie                   | Tokyo    | 1re   | 200 m brasse         | 2 min 22 s 74 |
| 2016  | Championnats du monde en petit bassin | Windsor  | 9e    | 200 m brasse         | 2 min 21 s 18 |
| 2017  | Championnats du monde                 | Budapest | 14e   | 100 m brasse         | 1 min 07 s 48 |
| 2017  | Championnats du monde                 | Budapest | 10e   | 200 m brasse         | 2 min 24 s 42 |
| 2017  | Universiade                           | Taipei   | 2e    | 100 m brasse         | 1 min 07 s 36 |
| 2017  | Universiade                           | Taipei   | 6e    | 200 m brasse         | 2 min 27 s 75 |
| 2018  | Championnats pan-pacifiques           | Tokyo    | 3e    | 100 m brasse         | 1 min 06 s 34 |
| 2018  | Championnats pan-pacifiques           | Tokyo    | 4e    | 200 m brasse         | 2 min 24 s 46 |
| 2018  | Championnats pan-pacifiques           | Tokyo    | 3e    | 4 × 100 m 4 nages    | 3 min 55 s 03 |
| 2018  | Jeux asiatiques                       | Jakarta  | 2e    | 100 m brasse         | 1 min 06 s 45 |
| 2018  | Jeux asiatiques                       | Jakarta  | 3e    | 200 m brasse         | 2 min 23 s 33 |
| 2018  | Jeux asiatiques                       | Jakarta  | 1re   | 4 × 100 m nage libre | 3 min 36 s 52 |
| 2019  | Championnats du monde                 | Gwangju  | 4e    | 100 m brasse         | 1 min 06 s 40 |

## Records personnels
| Course        | Temps         | Lieu     | Date            |
| ------------- | ------------- | -------- | --------------- |
| 50 m brasse   | 31 s 35       | Chartres | 8 juillet 2017  |
| 100 m brasse  | 1 min 06 s 30 | Gwangju  | 22 juillet 2019 |
| 200 m brasse  | 2 min 23 s 33 | Jakarta  | 20 août 2018    |
| 200 m 4 nages | 2 min 15 s 35 | Madrid   | 10 mars 2017    |
| 400 m 4 nages | 4 min 55 s 83 | Madrid   | 11 mars 2017    |

| Course        | Temps         | Lieu     | Date             |
| ------------- | ------------- | -------- | ---------------- |
| 50 m brasse   | 30 s 62       | Budapest | 6 octobre 2018   |
| 100 m brasse  | 1 min 05 s 29 | Lausanne | 20 décembre 2017 |
| 200 m brasse  | 2 min 18 s 78 | Tokyo    | 14 novembre 2017 |
| 200 m 4 nages | 2 min 14 s 69 | Lausanne | 21 décembre 2017 |